# Politique-divertissement

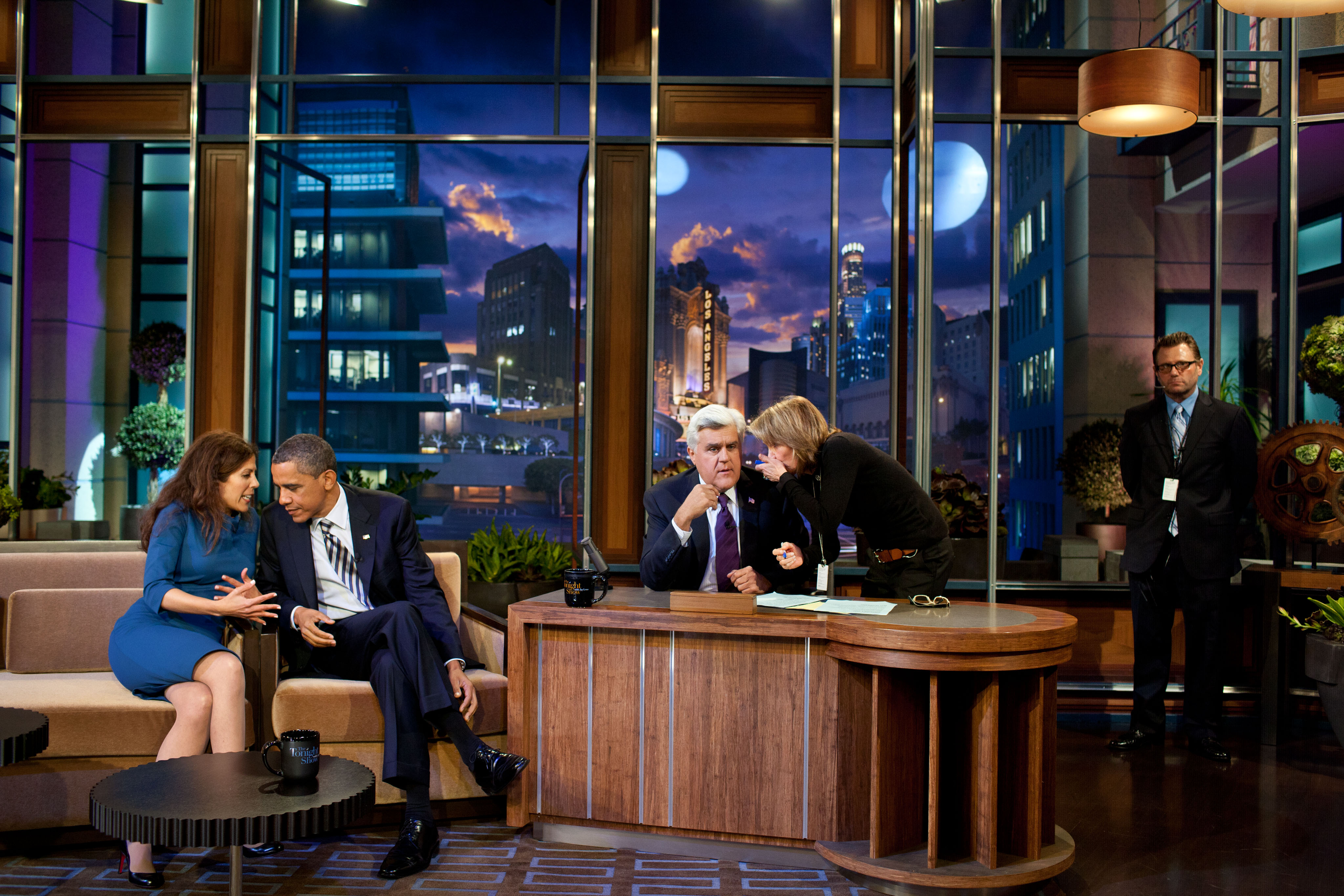
Le président des États-Unis Barack Obama participant au Tonight Show with Jay Leno le 25 octobre 2011.

La politique-divertissement, appelée aussi politainment (mot-valise composé à l'aide de l'anglais politics, « politique », et entertainment, « divertissement »), décrit la tendance des acteurs du champ politique à intervenir dans les émissions de divertissement des médias de masse (émissions relevant du talk-show ou revendiquant une composante récréative), essentiellement depuis les années 1980, dans le but de renouveler la communication politique.

## Historique
Alors que le discours politique tourné vers les grandes envolées lyriques et l'émotion, a longtemps bénéficié d'une aura grâce à l'ascendant, le prestige et l'autorité de grands orateurs politiques nourris de références historiques et employant de nombreuses figures de rhétorique et des effets langagiers, ce discours a en grande partie perdu de son crédit depuis le XXe siècle qui voit le modèle dialogiste être remplacé par le modèle propagandiste (symbolisé par le communisme et le nazisme) puis par le marketing politique et sa rhétorique particulière régulièrement associée aux techniques de manipulation et de mensonge.
Dans ce contexte, les politiques et leurs conseillers adoptent à partir des années 1980 une stratégie multimédia (interview, talk-show, débat politique politainment, publication de communiqués de presse, de tribunes et de livres, puis, à partir des années 1990, participation au web 2.0, enfin à partir des années 2010, utilisation des réseaux sociaux) dans laquelle le style de communication politique abandonne la rhétorique de la mobilisation au profit de l'esthétique de la séduction. 
Pour le politainment, les acteurs du champ politique sont confrontés à un dilemme, une injonction paradoxale : les émissions culturelles, d'information politique, économique et sociale sont délaissées par le public au profit des émissions de divertissement (programmes qui proposent à leur public une forme de distraction et de détente). « Ou ils refusent de s'intégrer à l'univers du spectacle, et ils seront peut-être alors plus sérieux, mais, en même temps, ils passeront pour archaïques, ennuyeux et peu inventifs, ou bien ils acceptent de participer aux règles générales du spectacle, et il n'est pas alors sûr que la qualité de l'information politique transmise aux citoyens y trouve son compte ». Ce dilemme explique que depuis les années 1950, les magazines de divertissement peinent à recevoir des invités politiques. Le développement de la télévision privée (en) et la multiplication des chaînes de télévision généralistes dans les années 1980, à la suite de la déréglementation de l'audiovisuel, incite les personnalités politiques à participer aux émissions de divertissement, afin d'émerger médiatiquement, rallier un électorat, ou pour leur « survie médiatique »,. Mais ces personnalités, si elles commencent à maîtriser les codes médiatiques, manifestent encore leur réticence lorsque les émissions prônent leur soumission aux pures logiques du divertissement. Elles courent en effet le risque d'amplifier le discrédit de la communication politique dans les démocraties occidentales par la peopolisation de la sphère politique sous l'influence de l'égalitarisme, et, par la multiplication de leurs interventions médiatiques, de diffuser un contenu informationnel uniforme privilégiant la forme sur le fond. La légitimation de ces émissions privilégiant désormais ouvertement la fluidité des échanges, la maximisation de l'audience et le refus de toute forme de didactisme, ne s'acquiert qu'à la fin des années 1990 : pour avoir accès aux fractions dominantes de l'univers politique — potentiellement les plus porteuses de reconnaissance et d'audience —, les producteurs incorporent des journalistes politiques et transposent « les grilles de sélection des invités du monde du spectacle à l'univers politique : ancienneté de la carrière, notoriété élevée, traits consensuels de l'image publique (dont on pourra révéler des aspects intimes jusqu'alors inconnus), respectabilité au sein de l'univers professionnel (l'hommage des concurrents dans la famille du show business comme dans celle de la politique est là pour en témoigner) et fidélité (qui peut tenir à certaines constances apparentes dans les choix et les prises de positions) ».

## Désacralisation ou réhabilitation de la politique?
Selon les chercheurs en communication et sciences sociales Pierre Leroux et Philippe Riutort, l'intégration des personnalités politiques aux émissions de divertissement a contribué à la « désacralisation de la politique autant que du personnel politique… Ce phénomène relève aussi bien de la dévaluation progressive de la suprématie évidente de l'acteur politique et de sa parole sur la scène publique, que de la familiarité de plus en plus grande que les citoyens peuvent entretenir avec des responsables politiques, dont la présence s'est banalisée à la télévision, sommés de rompre dans la forme comme sur le fond avec l'emprunt de la posture de prise de hauteur qui allait autrefois de pair avec l'occupation de fonctions politiques éminentes ». Mais paradoxalement, la participation à ces émissions pourrait participer à la réhabilitation des politiques présentés comme plus proches du citoyen moyen.
Le sociologue Érik Neveu partage la même analyse : le processus de désacralisation contribuerait à la relégitimation « du personnel politique perçu comme distant, coupé de l'expérience des gens ordinaires. Elle pourrait même rendre accessible, une fois ôté le masque officiel, la « vraie » personnalité de l'invité ».
Toujours est-il que si la communication politique a une dimension spectaculaire (à cause de ses enjeux, parce qu'elle est vue par le grand nombre, parce qu'elle doit prendre des voies attractives pour attirer l'attention), elle court le risque de se conformer aux nouvelles logiques médiatiques de spectacularisation de l'actualité, d'accentuer le mouvement de dépolitisation du discours. La politique-divertissement pourrait concourir à achever la mise en place de la politique spectacle et de la médiacratie, quatrième pouvoir qui invite les politiques à se transformer en acteurs.